# Lesopark Letňany
Lesopark Letňany je nově vznikající les, který se rozkládá v Praze na území mezi Letňany a Kbely.

## Název
Lesopark je pojmenován podle katastrálního území městské části Letňany, na kterém se nachází.

## Historie
Původně se na celé ploše lesoparku nacházela pole. V roce 1950 bylo v severní části vystavěno 16 budov sloužících jako sklady podniku Rudý Letov. Budovy však byly provizorního charakteru a do roku 1988 jich byla naprostá většina zbourána. Od poloviny 90. let až do roku 2002 byla plocha využívána jako deponie výkopových materiálů ze stavby metra. Hl. m. Praha pozemky získalo v roce 2002. Během 5 let pak byla zpracována úvodní studie lesoparku. Realizace nového lesoparku v Letňanech byla zahájena v listopadu 2008 a dokončena v roce 2012. Lesníci mezi lety 2008 a 2010 vysázeli na 80 tisíc sazenic. Veřejnosti byl zpřístupněn v roce 2010.
Letňanský rekreační areál je největším nově založeným lesoparkem v Praze od 60. let, kdy vznikl park v Hostivaři.

## Popis
Z celkové rozlohy lesoparku tvoří téměř devět hektarů nově založený les, 11 hektarů stávající zeleň. Zbytek zabírají louky s výsadbami soliterních stromů.
Většinu porostu dřevin tvoří dub zimní (32 %), následuje borovice lesní (18 %). Zastoupeny jsou též javor mléč, jasan ztepilý, modřín opadavý, lípa srdčitá, habr obecný a v menším množství jilm vaz, douglaska, třešeň ptačí a další.
V lesoparku se také nachází řada keřů. Nejvíce je zastoupena trnka obecná a střemcha obecná (20, resp. 15 %). Zastoupeny jsou též dřín obecný, brslen evropský, ptačí zob obecný a v menším počtu pak javor babyka, líska obecná, hloh jednosemenný, myrobalán třešňový, mahalebka obecná, růže šípková a jeřáb ptačí.

## Využití
Prostor lesoparku a okolí je ideální pro chodce i cyklisty, kromě běžného mobiliáře (lavičky, odpadkové koše) se v něm nachází také dětské hřiště. Území je vzhledem k asfaltovým cestám vhodné též pro in-line brusle, v areálu se také nachází 800metrová bruslařská dráha.
Na jaře 2018 zde byl – jako první v Praze – otevřen areál se single traily.

## Spor o silnici
Územní plán z roku 1999 počítal jak s projektem lesoparku, tak se silnicí, která měla vést na jeho okraji. V roce 2006 však došlo ke změně územního plánu a do prostoru plánovaného lesoparku byla zanesena kapacitní silnice, která měla odvést dopravu z města a rovněž křižovatka, která by prostor de facto rozčtvrtila. Úpravy územního plánu přinesly také zvýšení prostoru pro bytovou výstavbu. Pokud by tedy tato silnice byla vybudována, vedla by středem již realizovaného lesoparku.
Nejprve byly zvažovány varianty zahloubení silnice do tunelu, po roce 2011 ovšem došlo k dohodě mezi městskými částmi, že by lesopark silnicí překřížen být neměl.
V roce 2018 se návrh zbudování silnice opět objevil. Navrhlo ho vedení radnice Prahy 18 (resp. Letňan) k nelibosti zainteresovaných městských částí Kbely a Čakovice. Starosta Letňan Ivan Kabický (ODS) argumentoval potřebou v budoucnu propojit severní část města s Pražským okruhem a označil své řešení za "nejcitlivější k vyvedení dopravy směrem do Prahy". Čakovický starosta Alexander Lochman návrh označil za "solitérní", neboť Ivan Kabický svůj návrh se zástupci městských částí nijak nekonzultoval.
Otázka umístění silnice má být řešena v návaznosti na přípravu nového pražského Metropolitního plánu.

## Havraňák
Havraňák je místní označení pro prostor na pomezí Kbel, Letňan a Čakovic. V současné době je název spojován s pokračováním projektu lesoparku Letňany, přesněji řečeno s jeho rozšířením, na kterém v roce 2017 začaly spolupracovat dotčené městské části s magistrátem hl.m. Prahy. Plánovaný krajinný park by měl mít celkovou rozlohu až 140 hektarů, zahrnovat les, sportovní a rekreační plochy, ale i stávající polnosti.
Koncepce, která počítá se spojením a založením tří lesoparků:
1. stávající lesopark v Letňanech
2. Čakovický lesopark podél jihovýchodního okraje zástavby Čakovic
3. Kbelský lesopark

Celý záměr je nazván Krajinný park Havraňák a je plně v souladu se stávajícím celoměstským záměrem na výsadbu zeleného pásu kolem Prahy i novou koncepcí tzv. krajinného rozhraní mezi volnou krajinou a městskou zástavbou (srov. Zelený pás kolem Prahy), se kterou počítá nový Metropolitní plán.